# Юрі Бас
Юрі Бас (нід. Youri Baas, нар. 17 березня 2003, Ооствоорне, Нідерланди) — нідерландський футболіст, фланговий захисник клубу «Аякс» та молодіжної збірної Нідерландів.

## Ігрова кар'єра

### Клубна
Юрі Бас з 2012 року грав у молодіжній команді «Ексельсіору» з Роттердаму. У 2018 році футболіст приєднався до молодіжки столичного «Аякса». З 2020 року Баас виступав за «Йонг Аякс» в Еерстедивізі. У березні 2021 захисник підписав з клубом професійний контракт до 2024 року.
Дебютну гру в основі «Аякса» Бас провів 22 серпня 2022 року. Також у сезоні 2022/23 захисник брав участь у матчах групового раунду Ліги чемпіонів.
Сезон 2023/24 Юрі Бас почав в оренді у клубі Ередивізі «Неймеген». Першу офоіційну гру в новій команді провівши 13 серпня проти роттердамського «Ексельсіора» і в першому ж матчі Баас відмітився забитим голом.

### Збірна
З 2017 року Юрі Баас захищав кольори юнацьких збірних Нідерландів. Восени 2023 він дебютував у складі молодіжної збірної Нідерландів.

## Досягнення
Особисті досягнення
- Команда місяця Ередивізі: вересень 2024[6]